# Paterzell
Paterzell ist ein Gemeindeteil von Wessobrunn im oberbayerischen Landkreis Weilheim-Schongau.

## Geografie
Das Dorf Paterzell liegt circa vier Kilometer südwestlich von Wessobrunn am Osthang des Rottbachtals. Nördlich des Dorfes befindet sich der Paterzeller Eibenwald, östlich der Zellsee. Dieser wurde 1414 durch das Kloster Wessobrunn angelegt.

## Geschichte
Paterzell gehörte zur Riederschaft Forst der Klosterhofmark Wessobrunn. Im Jahr 1761 werden drei Viertelhöfe genannt, alle waren dem Kloster Wessobrunn grundbar. Die Hohe Gerichtsbarkeit lag beim Landgericht Landsberg.
Nach der Säkularisation wurde das Dorf im Zuge der Gemeindeedikte von 1818 Bestandteil der neugebildeten Gemeinde Forst im Landgericht Weilheim in Oberbayern.
Mit dieser wurde Paterzell im Zuge der Gebietsreform in Bayern am 1. Mai 1978 nach Wessobrunn eingemeindet.

## Sehenswürdigkeiten
- Paterzeller Eibenwald, einer der größten zusammenhängenden Eibenbestände Deutschlands
- Kapelle St. Ulrich, Putzbau von 1865